# 大澄賢也
大澄 賢也（おおすみ けんや、1965年〈昭和40年〉10月26日 - ）は、日本の俳優、タレント、ダンサー、振付師。静岡県浜松市出身。キューブ所属。

## 来歴・人物

### 年の差婚で注目浴びる
静岡県浜名郡雄踏町（現：浜松市中央区）出身。静岡県立浜松北高等学校、日本大学芸術学部演劇学科卒業。
まだ無名のダンサーだった1989年に13歳年上の小柳ルミ子と電撃結婚。「売名行為」とも囁かれたが、結婚後は小柳と共に夫婦でテレビ出演やステージを行い、芸能界のおしどり夫婦とも呼ばれていた。
その後、自身の不倫が原因で2000年に離婚。離婚する条件として小柳から高額の慰謝料を要求されたこと、そうでなければ以前の無名のバックダンサーに戻ることのどちらかの二者選択を迫られていたことが明らかになり、話題となった。
この二者選択発言は、実際は大澄が発言したとも告白しているために、真相は当事者のみが知るところとなっていたが、慰謝料1億円を支払って解決したという。

### 俳優活動にシフト
著名人の仲間入りを果たした1990年代半ば頃から徐々に俳優活動にシフト。
NHK教育テレビ「クインテット」ではシャープ役に声優出演。ダンサーとしてだけではなく、歌手としても活動し始める。KENYA with J-TRAPとしてマキシシングル「Avanture Night」を出している。
2003年、新宿コマ劇場で「SATURDAY NIGHT FEVER」の主演に抜擢された。また「グランドホテル」「伝説の女優」「秘密の花園」「タイタニック」「FOSSE」「ワールドゴーズラウンド」にも出演。
2007年5月には「Damn Yankees〜ダム・ヤンキース〜」に出演。
映画でも『ULTRAMAN』で活躍をしている。
2013年1月23日、2010年のミュージカル『CURTAINS』での共演を機に交際していた岡千絵と、3年の交際期間を経て再婚。
2016年5月よりキューブに所属。

## スポーツマンNo.1決定戦
第1回芸能人サバイバルバトル（1996年4月2日放送）
MONSTER BOXでは15段を記録し、初代MONSTER BOX No.1に輝き、QUICK MUSCLEでは種目別2位に輝くも、総合7位で脱落。
第2回芸能人サバイバルバトル（1997年4月2日放送）
TAIL IMPOSSIBLEでNo.1を獲得し、最終種目前まで暫定総合1位となるも、SHOT-GUN-TOUCHの最終試技で、ケイン・コスギが当時の芸能人最高記録であった11m50cmを申告し、会場が騒然となる中で成功させ、大澄が11m30cmをクリアした瞬間、総合No.1が確定となったが、失敗し総合2位に終わる。
第8回芸能人サバイバルバトル（2001年3月23日放送）
4年ぶりに参戦。BEACH FLAGSでは1回戦敗退に終わるも、WORK OUT GUYS 9位、MONSTER BOX 15段、QUICK MUSCLEは記録88回で6位、TAIL IMPOSSIBLEで3位の活躍を見せるも、この種目でNo.1を獲得した飯田覚士に15P差で敗れ、総合7位で脱落を喫した。
第14回芸能人サバイバルバトル（2005年4月8日放送）
さらに4年後の第14回大会では、QUICK MUSCLEで初の100回超えの自己新記録を樹立するも、MONSTER BOXで自己記録を下回り、SPIN OFFとPOWER FORCEで初戦敗退。さらに嘗て制したTAIL IMPOSSIBLEでは、まさかの第1レース敗退を喫し、自己最低の総合12位で脱落を喫した。
第16回芸能人サバイバルバトル（2006年3月29日放送）
最後の出場となった今大会は不惑を迎えて出場。REVOLUTIONの1回戦でゴンとの一騎打ちに敗れ、SPIN OFFの1回戦では上地雄輔に敗退を喫する。さらにMONSTER BOX 13段、QUICK MUSCLEでは82回と2種目で自己記録を下回る。QUICK MUSCLE開始前には、総合ランキングの下位2名が脱落する当落線上にいたが、原口あきまさの失格があって、自身が記録を残したことで順位を上げ、辛うじて次の種目への生き残りを果たす。TAIL IMPOSSIBLEでは第1レースを1位通過するも、第2レース敗退と各所で苦戦が続き、またも総合12位で脱落を喫した。
芸能人サバイバルバトル
| 大会       | 放送日        | 総合順位 |
| ---------- | ------------- | -------- |
| 第1回大会  | 1996年4月2日  | 7位      |
| 第2回大会  | 1997年4月2日  | 2位      |
| 第8回大会  | 2001年3月23日 | 7位      |
| 第14回大会 | 2005年4月8日  | 12位     |
| 第16回大会 | 2006年3月29日 | 12位     |

## 主な出演

### テレビドラマ
- もう涙は見せない（1993年、フジテレビ）- 瀬戸和夫 役
- 死刑台のエレベーター（1993年、フジテレビ）- 安藤隆章 役
- 松本清張ドラマスペシャル・眼の気流（1994年、テレビ東京）
- 家なき子2（1995年、日本テレビ）- 沢村 役（友情出演）
- 金魚のフン（1996年、テレビ朝日） - 押し売り 役
- 土曜ワイド劇場（テレビ朝日）
  - 「竜飛岬に消えた殺人者」（1997年）
  - 「みちのく美女伝説殺人事件」（1998年）
  - 「宗谷海峡に消えた殺人者」（1998年）
  - 「嫁姑が謎に挑戦(6)」（1999年）
  - 「女詐欺師! 愛川ナナの殺人捜査」（2000年） - 朝倉洋輔 役
- Shin-D「宝さがし」（1997年、日本テレビ）
- 富貴在天（1999年、民間全民電視公司） - 張醫生 役
- 月曜ドラマスペシャル（TBS）
  - 「交通刑務所・刑務官2」（1996年） - 牛尾良彦 役
  - 「平成オンナ仕置き人」（2000年、北海道放送） - 松本治 役
- OLヴィジュアル系（2000年、テレビ朝日）
- 歌恋温泉へようこそ（2001年3月3日、NHK）
- 金田一少年の事件簿 第3シリーズ 第3話（2001年7月28日、日本テレビ） - 犬飼要介 役
- 真夜中は別の顔（2002年4月1日 - 5月23日、NHK）- 曽根房彦 役
- 空から降る一億の星（2002年4月15日 - 6月24日、フジテレビ）- 柏木直哉 役
- 奥さまは魔女 第4話（2004年2月6日、TBS） - カルロス石井 役
  - 奥さまは魔女リターンズ（2004年12月21日）
- 月曜ミステリー劇場「ひまわりさん〜遺失物係を命ず!」（2004年3月1日、TBS）
- 金曜エンタテイメント「天童よしみの歌姫探偵ver.2」（2004年6月25日、フジテレビ）
- 金曜プレステージ「法の庭」（2007年8月17日、フジテレビ）
- 連続ドラマ小説 木下部長とボク（2010年1月15日 - 4月1日、読売テレビ）- 柴門 役
- 天使の代理人 Episode5（2010年10月7日 - 10月14日、東海テレビ） - 夢子 役
- 相棒 season12 第4話「別れのダンス」（2013年11月6日、テレビ朝日）- 須永肇 役
- Messiah メサイア -影青ノ章-（2015年2月20日 - 3月27日、TOKYO MX2） - 志倉 役
- 僕らプレイボーイズ 熟年探偵社 第7話（2015年9月4日、テレビ東京） - 風間輝樹 役
- アイドル×戦士 ミラクルちゅーんず! 第13話（2017年6月25日、テレビ東京） - クリス前田 役
- 全力失踪 第1回（2017年9月3日、NHK BSプレミアム） - 紅林亮 役
  - 大全力失踪 第1回（2019年4月7日）
- 民衆の敵〜世の中、おかしくないですか!?〜（2017年10月23日 - 12月25日、フジテレビ） - 前田康 役
- 重要参考人探偵 第5話 - 最終回（2017年11月17日 - 12月8日、テレビ朝日） - 弥木要人 役
- SUITS/スーツ 第6話（2018年11月12日、フジテレビ）‐ 藤原一輝 役
- 刑事ゼロ 第1話（2019年1月10日、テレビ朝日）‐ 今宮隆司 役
- 魔法×戦士 マジマジョピュアーズ! 第43話（2019年1月27日、テレビ東京） - ゴンザレス前田 役
- 家政夫のミタゾノ 第3シリーズ 第7話（2019年5月31日、テレビ朝日）‐ 黒部英雄 役
- わたし、定時で帰ります。（2019年4月16日 - 6月25日、TBS） -  中西 役
- あなたの番です 最終話（2019年9月8日、日本テレビ）‐ 吉村 役
- 駐在刑事 Season2 第4話（2020年2月14日、テレビ東京） - 染岡舜太郎 役
- 黒鳥の湖（2021年7月24日 - 8月21日、WOWOW） - 権田穣 役
- 恋と弾丸（2022年10月28日 - 12月23日、毎日放送） - 桜夜秀一朗 役[4]
- シンデレラ・コンプレックス（2024年3月1日 - 、毎日放送） - 相沢博文 役[5]

### 映画
- 週刊バビロン（2000年） - 芸能人 役
- ULTRAMAN（2004年） - 有働貴文 / ビースト・ザ・ワン（声） 役
- プレシャス・ストーン（2013年） - 天野キヨシ 役
- Messiah メサイア -深紅ノ章-（2015年） - 志倉 役
- リスタート:ランウェイ〜エピソード・ゼロ（2019年） - 神栖 役

### Vシネマ
- ザ・代紋 シリーズ（アンカー・ネットワーク）- 主演・田代紋次郎 役
  - ザ・代紋（2002年1月25日）
  - ザ・代紋2（2002年5月24日）
  - ザ・代紋3 Dancing Dragon 覇王列伝（2002年10月25日）
  - ザ・代紋4 Dancing Dragon 覇王継承（2002年12月20日）

### 舞台
- SATURDAY NIGHT FEVER
- グランドホテル（2006年） - フェリックス・フォン・ガイゲルン男爵 役
- 伝説の女優
- 秘密の花園
- タイタニック
- FOSSE
- ワールドゴーズラウンド
- Damn Yankees〜ダム・ヤンキース〜
- サタデー ナイト フィーバー：ザ ミュージカル
- ブロードウェイミュージカル PIPPIN
- ブロードウェイミュージカル CURTAINS（2010年2月6日 - 24日・東京国際フォーラム ホールC、2月27日 - 3月1日・梅田芸術劇場 メインホール、3月7日・愛知県芸術劇場 大ホール） - ボビー・ペッパー 役
- ブロードウェイミュージカル Side Show（2010年4月7日 - 18日・東京芸術劇場 中ホール） - 見世物小屋のボス 役
- DRACULA
- 風を結んで（2011年6月4日 - 19日・シアタークリエ） - 橘右近 役
- 銀河英雄伝説 第二章 自由惑星同盟篇（2012年） - ムライ 役
- 銀河英雄伝説 撃墜王篇 angel of battlefield（2012年） - ムライ 役
- シスター・アクト〜天使にラブ・ソングを〜（2014年・2016年） - カーティス・ジャクソン 役
- スワン（2014年12月6日 - 7日・兵庫県立芸術文化センター 阪急 中ホール、12月13日 - 14日・水戸芸術館ACM劇場、12月17日 - 23日・紀伊國屋ホール） - ケビン 役
- SAMURAI 7（2015年1月17日 - 1月25日、天王洲 銀河劇場） - キクチヨ 役
- Messiah メサイア-翡翠ノ章-（2015年5月13日 - 24日/30日 - 31日、サンシャイン劇場）- 志倉 役
- もののふシリーズ『瞑るおおかみ黒き鴨』（2016年9月 天王洲銀河劇場、森ノ宮ピロティホール、北九州芸術劇場 大ホール） - 大久保利通 役[6]
- KNIGHTS’TALE ナイツ・テイル-騎士物語-（2018年7月-8月 帝国劇場/9月-10月 梅田芸術劇場） - ジェロルド 役
  - ナイツ・テイル-騎士物語- ARENA LIVE（2025年8月2日 - 10日〈予定〉、東京ガーデンシアター）[7]
- 舞台「千と千尋の神隠し」（2022年3月2日 - 2022年3月29日・帝国劇場） -  兄・千尋の父 役[8]
  - 舞台「千と千尋の神隠しSpirited Away」（2024年3月11日 - 30日、帝国劇場 / 4月7日 - 20日、御園座 / 4月27日 - 5月19日、博多座 / 4月30日 - 8月24日、ロンドン・コロシアム / 5月27日 - 6月7日、梅田芸術劇場 メインホール / 6月15日 - 20日、札幌文化芸術劇場 hitaru）[9][10]
- ジェーン・エア（2023年3月、東京・東京芸術劇場 プレイハウス / 4月、大阪・梅田芸術劇場 シアター・ドラマシティ） [11]
- 音楽劇「謎解きはディナーのあとで」（2025年9月9日 - 23日〈予定〉、日本青年館ホール / 9月27日 - 10月1日〈予定〉、SkyシアターMBS）[12]
- ミュージカルショー「THE GIFT」（2025年11月8日 - 21日〈予定〉、I'M A SHOW / 11月28日 - 30日〈予定〉、サンケイホールブリーゼ） - スティーブン・バーンスタイン 役[13][14]

### バラエティー
- セイシュンの食卓※小柳と共演
- ダウトをさがせ!※出題VTR
- 山田邦子のしあわせにしてよ
- TOKYO PARTY MAP（TBS）
- バリキン7 賢者の戦略
- マジカル頭脳パワー!!（不定期）
1993年2月6日
- THE夜もヒッパレ（不定期）
- 所さんの日本ジツワ銀行（不定期）
- スポーツマンNo.1決定戦
- 快傑えみちゃんねる
- はなまるマーケット（2013年5月22日）※岡千絵と出演

### 音楽番組
- クインテット（2003年 - 2013年、NHK） - シャープ役（声）

### CM
- 日清カレーメシ (2015年6月)
- 妻(当時)の小柳ルミ子と共演。
  - サムスン電子 (1990年代後半)
  - 日本ビール BEER（赤・黒） (1995年)
- 小林製薬

### PCゲーム
- Panicook(パニクック)（1995年)